# برشاوشان برشاوشاني
برشاوشان برشاوشاني (الاسم العلمي:Adiantum adiantoides) هو نوع من النباتات يتبع جنس البرشاوشان من الفصيلة الديشارية.